# Albert Kollmann

Albert Kollmann von Edvard Munch, um 1901 bis 1902, Kunsthaus Zürich, Moserbau 3, Provenienzstatus: Hinweise auf NS-Raubkunst

Albert Kollmann (* 28. Juni 1837 in Grüssow, Mecklenburg; † 15. Dezember 1915 in Neuendettelsau, Landkreis Ansbach, Mittelfranken) war ein deutscher Kaufmann und Kunstsammler.

## Leben
Albert Kollmann war ein Sohn des Grüssower Pastors Georg Wilhelm Albert Kollmann (1802–1867) und seiner Frau Friederike Marianne Rosalie (1803–1876), geb. von Flotow, einer Tochter des Majors von Flotow auf Walow und Grüssow. 1840 gab sein Vater das Pastorenamt auf und widmete sich ganz der Verwaltung des Gutes Grüssow, das ihm 1834 als Erbteil seiner Frau zugefallen war; er erhielt den Titel Domänenrat. Seine Brüder Ludwig Friedrich Albert (* 1828; † 1896 in Lübeck) und Emil Eduard Adolf wurden Pastoren, seine Schwester Wilhelmine heiratete 1874 den Professor für orientalische Sprachen, Sohn des Theologen Friedrich Adolf Philippi, eine andere Schwester Friedrike heiratete den Grüssower Pastor Adolf Hermann Kneser († 1863) und wurde die Mutter von Adolf Kneser, und eine weitere Schwester Charlotte († 1926) wurde Diakonisse in Neuendettelsau.
Er besuchte das Gymnasium Fridericianum in Schwerin und die Handelsschule in Rostock. 1860 gründete er ein Handelsgeschäft in Hamburg, in dem er Produkte des elterlichen Gutes verkaufte.
im Juni 1863 verkaufte sein Vater das Gut Grüssow an C. F. A. von Flotow auf Kogel. Albert Kollmann gab daraufhin das Geschäft auf, wandte sich der Kunst zu und reiste auf der Suche nach förderungswürdigen Künstlern ohne festen Wohnsitz durch Europa. 1888 gehörte er als Praktikant zusammen mit Aby Warburg, Ernst Burmeister, Hermann Ulmann, Max J. Friedländer, Johannes Seger, Max Semrau, August Winkler und Ernst Zimmermann zu den ersten neun Studenten des von August Schmarsow begründeten „Vorläuferinstituts“ des Kunsthistorischen Instituts in Florenz. Anfang der 1890er Jahre vertrieb er die Werke Max Liebermanns. 1899 stellte er seine Privatsammlung in der Museumskirche St. Katharinen in Lübeck aus.

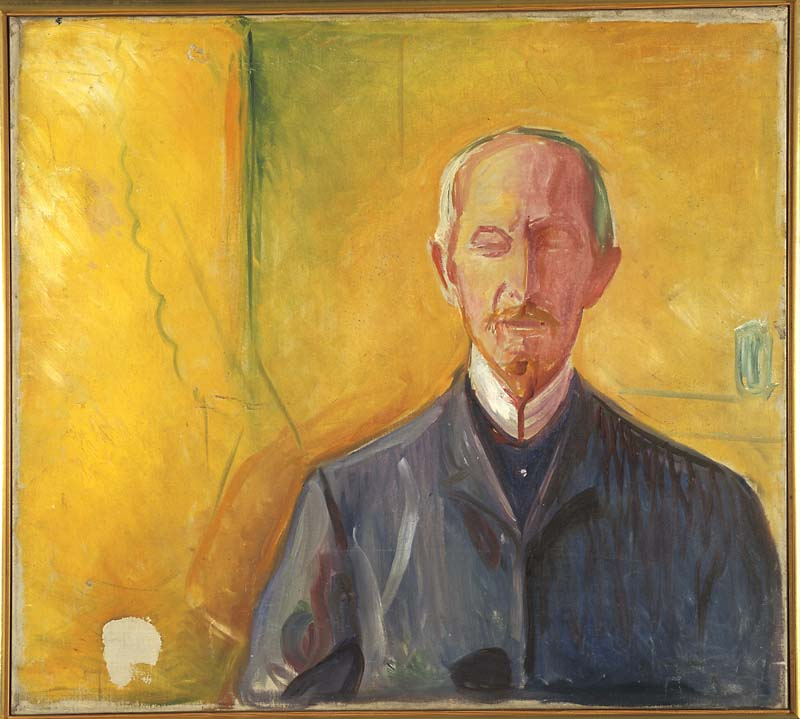
Albert Kollmann von Edvard Munch, 1906

Nach dem Tod seines in Lübeck verstorbenen Bruders Ludwig Friedrich Albert Kollmann bedachte er die Lübecker Stadtbibliothek mit 168 Werken in 181 Bänden und das Lübecker Museum mit 50 lithographischen Porträts aus dessen Nachlass.
1892 hatte Kollmann in Liebermanns Atelier Edvard Munch kennengelernt und sich mit ihm angefreundet. Kollmann stellte den Kontakt zum Lübecker Augenarzt und Sammler Max Linde her, der ab 1902 zu einem der größeren Sammler und Auftraggebers Munchs wurde. Munch fertigte mehrere Porträts von Kollmann.
Ernst Barlach fertigte zwei Bildnisbüsten und eine Maske (1913) von ihm an.
Kollmann starb im Männerheim der Diakonie Neuendettelsau.